# Пшасныш
Пшасныш (пол. Przasnysz, в русском языке ранее использовалось название Прасныш) — город в Мазовецком воеводстве Польши, расположенный в 100 км к северy от Варшавы. Население составляет 17 258 жителей (2016).

## История

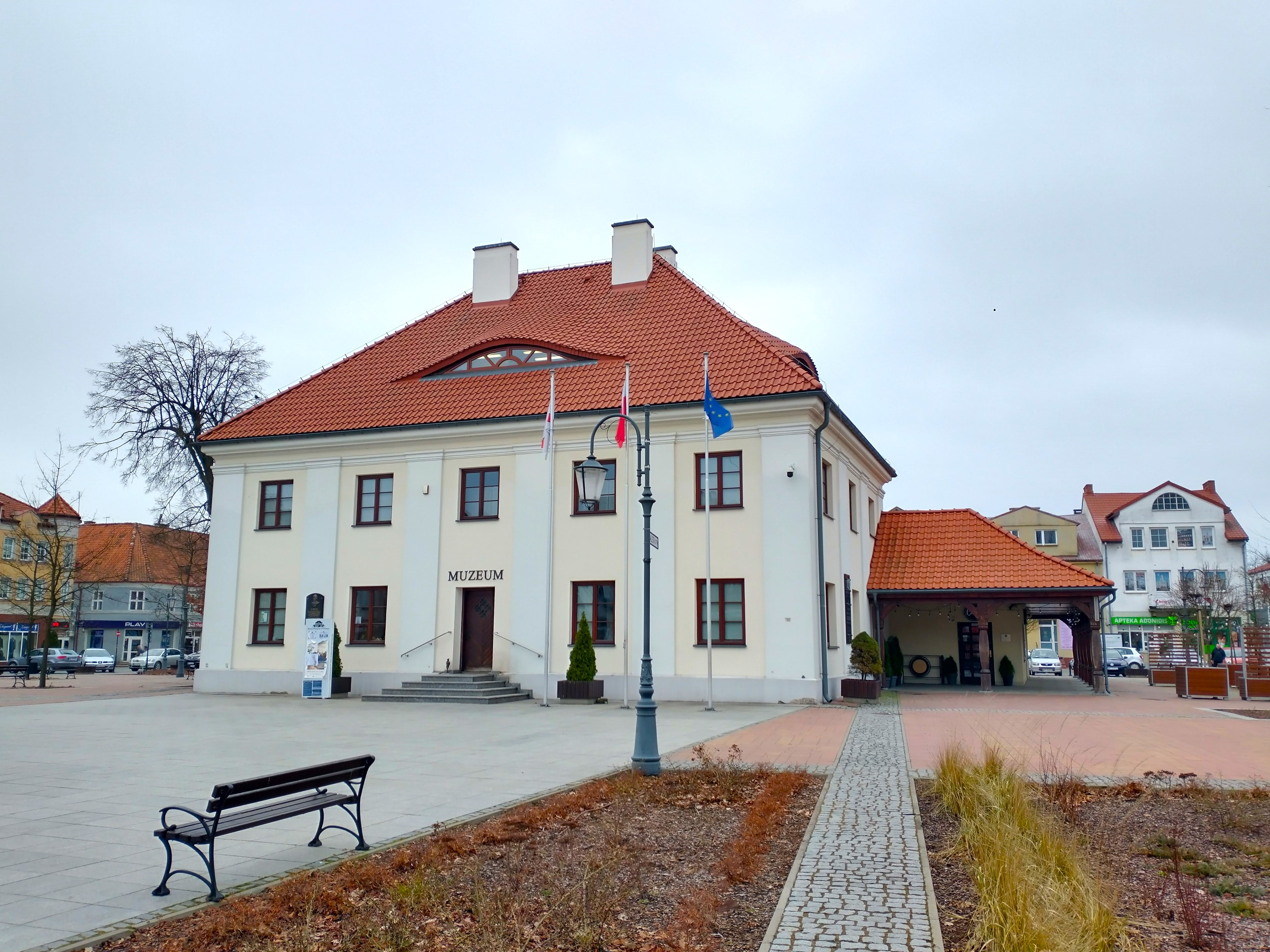
Ратуша в Пшасныше

Древнейшие следы поселений в Пшасныше относятся к рубежу бронзового и железных веков (около 700 г. до н. э.).
В XIII веке на территории нынешнего Пшасныша, на берегу реки Венгерки, располагалось торговое поселение. Также здесь находилась охотничья усадьба князей мазовецких, которую Генрик Сенкевич описал в своём романе  Крестоносцы .
По преданию, название города происходит от имени мельника Пшащника, который приютил заблудившегося на охоте князя Конрада I Мазововецкого и впоследствии получил дворянский титул вместе с прилегающими землями.
Пшасныш динамично развивался и 10 октября 1427 года получил от князя Януша Мазовецкого городские привилегии Кульмского права.
Наивысшим периодом развития города стал XVI век, особенно после вхождения Мазовецкого княжества в состав Короны (1526 год), когда Пшасныш стал столицей обширного повята. Согласно люстрации королевских владений 1564 года, в городе и предместьях насчитывалось 689 домов, а также более 500 мастеров различных профессий:
- 126 пивоваров (в четыре раза больше, чем в Варке)
- 117 пекарей
- 67 сапожников
- 36 скорняков
- 34 портных
- 14 кузнецов
- 6 мечников
- 1 ювелир.

Пшасныш был третьим по величине городом Мазовии после Варшавы и Плоцка и, согласно ныне утраченной Хронике монастыря бернардинцев, насчитывал 14 000 жителей, однако эти данные, скорее всего, сильно преувеличены (по последним оценкам историков, численность населения составляла около 4-5 тысяч). По описанию Енджея Щвенцицкого это был крупный город, известный ярмарками скота, согласно Александру Гваньини — широкий город, знаменитый каменными постройками .
В 1576 году Пшасныш стал резиденцией староства. В 1648 году, староство в награду за оборону Збаража получил князь Иеремия Вишневецкий.
Конец процветанию города положили большой пожар 1613 года, эпидемии и нашествие шведов.
26 января 1657 года, после победоносной битвы в районе Хожеля в Пшасныш вступил гетман Стефан Чарнецкий, но уже 1 февраля он был оставить город под натиском превосходящих сил шведов, во главе со Стенбоком. Шведские войска пробыли в Пшасныше 11 дней.
Упадок Прасныша продолжался до второй половины XVIII века, с этого времени город снова начал расти.
Во время Барской конфедерации вокруг города размещался лагерь одного из известных её руководителей Юзефа Цалинского, который после битвы под Шреньском в 1771 году попал в российский плен, где умер от ран и был похоронен в окрестностях Пшасныша.
13 марта 1794 года в Пшасныш вошла мятежная 1-я Великопольская кавалерийская национальная бригада под командованием генерала Антония Мадалиньского, давшего своим маршем из Остроленки до Кракова сигнал для начала восстания под предводительством Костюшко. К бригаде Мадалиньского присоединились местные жители, которые сформировали отделение пеших стрелков.
После поражения восстания Костюшко и третьего раздела Польши, Пшасныш был включен в состав Прусского королевства. В 1807—1815 город входил в состав герцогства Варшавского. 30 января 1807 года в Пшасныше останавливался Наполеон Бонапарт.
По итогам Венского конгресса стал частью Царства Польского, вошедшего в состав Российской империи.
Во время Январского восстания, в окрестностях города произошло несколько стычек повстанцев с российскими войсками. 14 ноября 1863 года в Пшасныше был публично расстрелян попавший в российский плен один из командиров повстанцев Стефан «Орлик» Челецкий. После подавления восстания в Пшасныше на постоянной основе стали дислоцироваться российские войска.

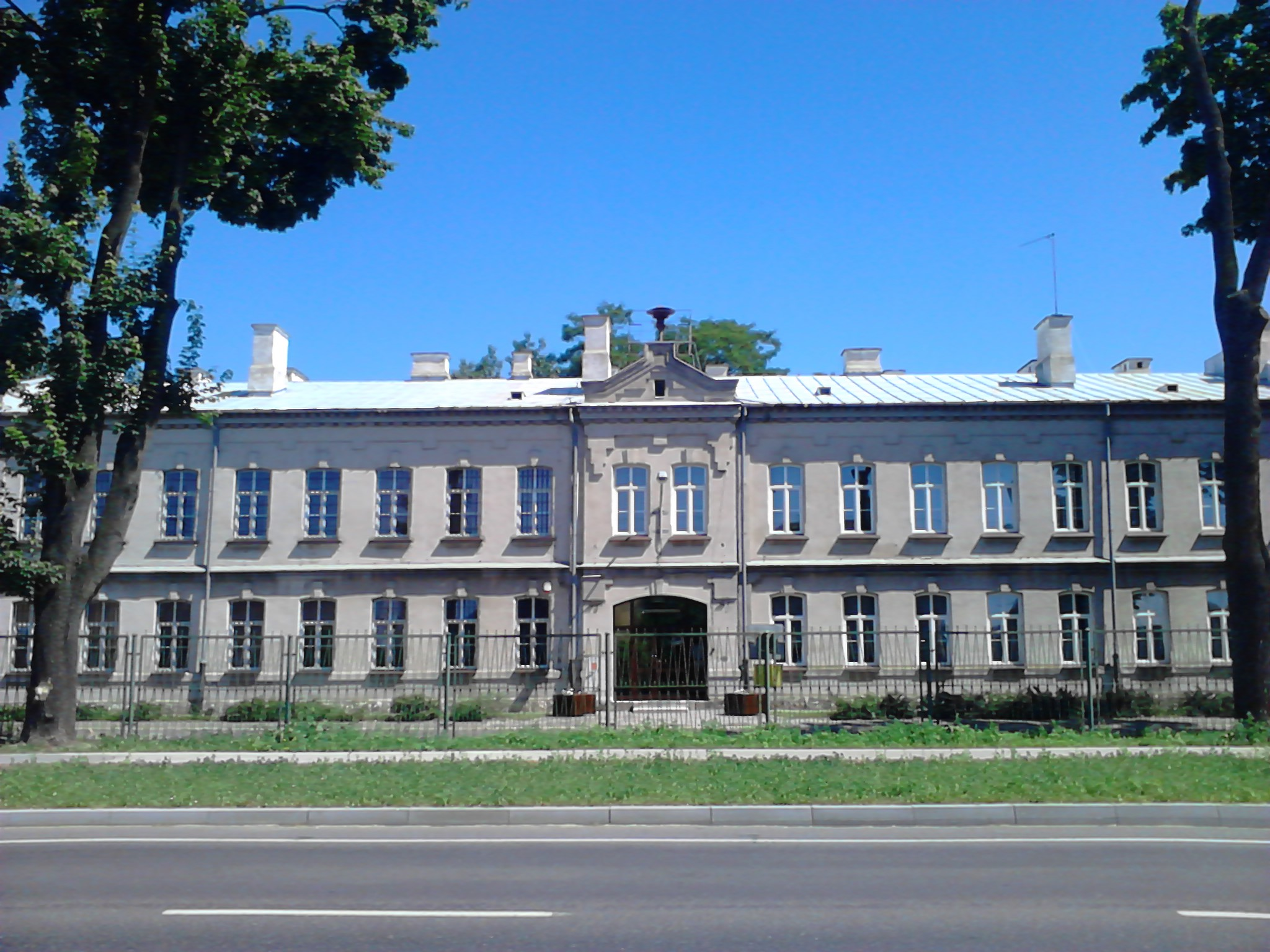
Здание казарм на улице Маковской

Во второй половине XIX века наступило бурное развитие Пшасныша, здесь работало несколько небольших промышленных предприятий. В конце века военные власти приступили к строительству казарм по улице Маковской, в которых разместились отделения 6 полка донских казаков. В городе, помимо католических костёлов, были также евангелистская и православная церкви, а также синагога. В 1913 году население Пшасныша составляло около 10 500 жителей.
В ходе Первой мировой войны, в ноябре и декабре 1914 года под Пшаснышем шли тяжелые бои между российскими и немецкими войсками. Город неоднократно переходил из рук в руки, но в конечном счёте российская армия под натиском войск фельдмаршала Пауля фон Гинденбурга окончательно оставила Пшасныш 14 июля 1915 года. В результате боевых действий было уничтожено 70 % городских построек.
В августе 1920 года в районе Пшасныша шли исключительно ожесточенные бои борьба с советской 15 армией. В течение двух недель город был занят Красной Армией. 21 августа 1920 года стрелковый полк Добровольческой дивизии под командованием полковника Адама Koца восстановил польский контроль над городом.
После этого Пшасныш стал центром повята в Варшавском воеводстве, шло восстановление военных разрушений, также строились новые здания — электростанция, несколько школ, городской театр и стадион. Основным занятием населения было сельское хозяйство, ремёсла и мелкая торговля. В 1938 году в Пшасныше насчитывалось около 8 тысяч жителей, в том числе около 3 тысяч евреев.

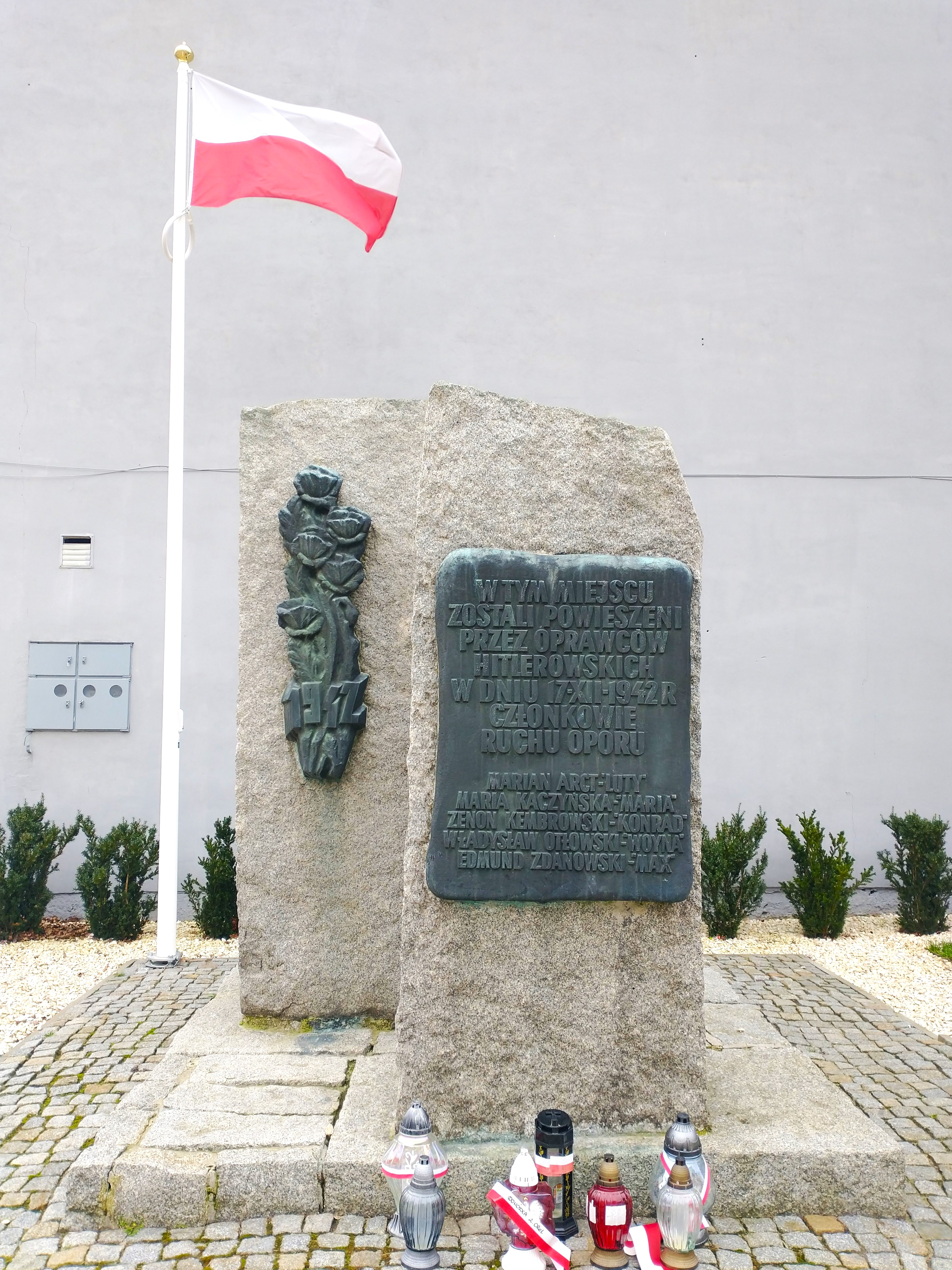
Памятник повешенным участникам Сопротивления

В сентябре 1939 года под Пшаснышем развернулись тяжёлые бои между войсками Вермахта и Мазовецкой Бригадой Кавалерии под командованием полковника Яна Карча. После поражения Польши пшаснышский повят был присоединён к Третьему Рейху. Еврейское население было выселено из города, а впоследствии в большей части уничтожено в лагерях смерти. В монастыре капуцинок открылся принудительный трудовой лагерь, а его монахини, вместе с монахами-пассионистами из соседнего мужского монастыря были отправлены в концлагерь Зольдау. В течение нацистской оккупации в районе Пшасныша активную конспиративную деятельность проводили отряды Армии Крайовой и Национальных вооруженных сил. 17 июня 1942 года германскими властями за городом были расстреляны 20 заложников, а 17 декабря того же года на городском рынке публично были повешены 5 членов Армии Крайовой.

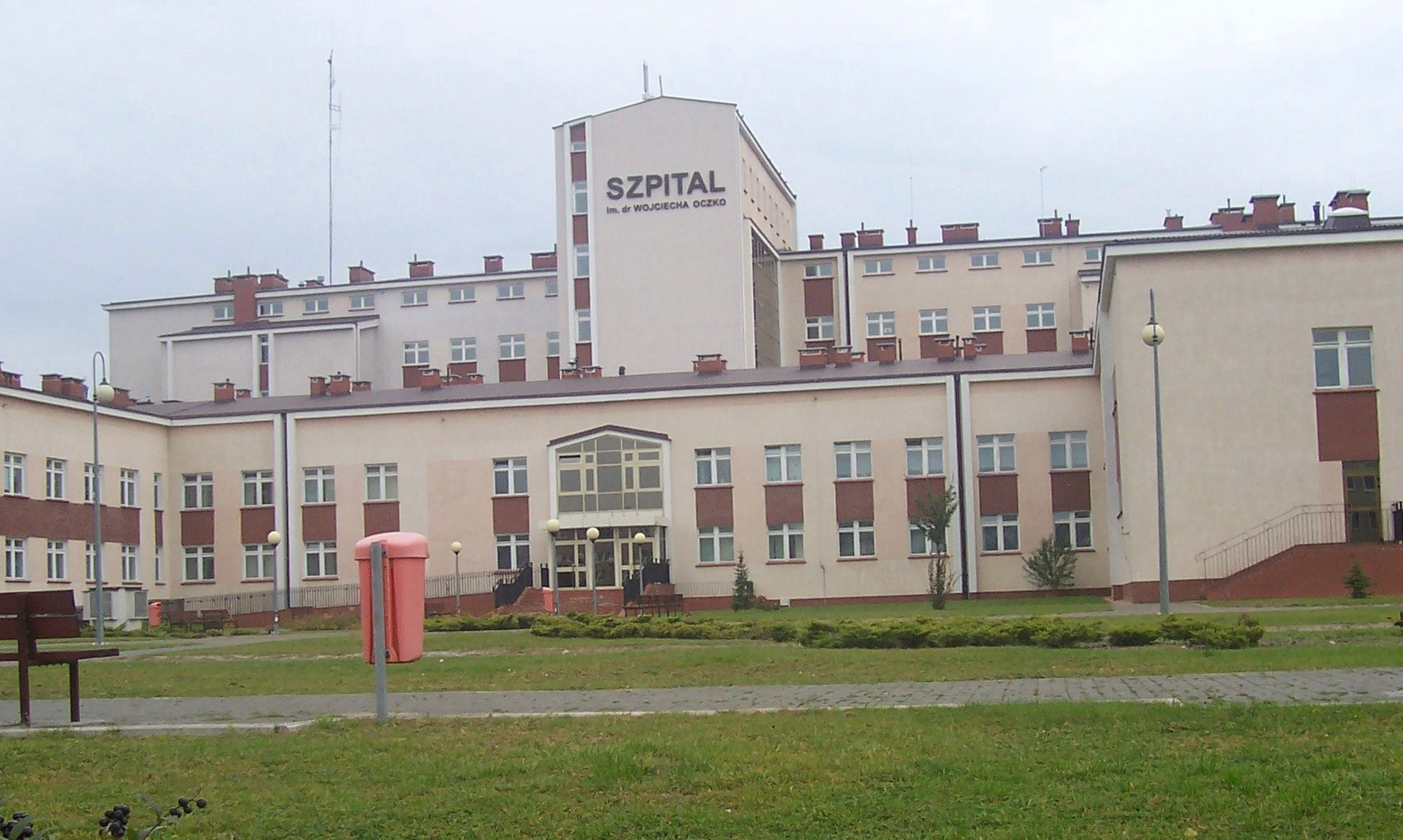
Госпиталь имени Войцеха Очки

18 января 1945 года в город вошла Красная Армия. Начались массовые аресты и депортации лиц принимавших участие или сотрудничавших с Армией Крайовой. До 1951 года в окрестностях Пшасныша находилось значительное количество вооруженных отрядов антикоммунистического сопротивления.
В 1960-х годах город снова стал быстро развиваться.
C 1 января 1999 года в результате административной реформы Пшасныш становится центром повята в Мазовецком воеводстве.

## Достопримечательности
- Костёл Вознесения Девы Марии 1474—1485 гг. Построенный в готическом стиле, неоднократно восстанавливался. Место крещения св. Станислава Костки и погребения членов его семьи.
- Отдельно стоящая недалеко от костёла колокольня, приблизительно конец XV века.
- Городской Дом Культуры (1930-е гг.)
- Стальной мост через речку Венгерку, построен после 1920 года.
- Католическое кладбище, основано в 1802 году.
- Городской парк XVIII—XIX вв.

Во время нацистской оккупации были утрачены:
- Готический костёл св. Духа XV в.[3]
- Синагога.

После окончания войны их участь разделила евагелистская церковь XIX в.